# Hélène en danger
Hélène en danger, est un court roman policier français de Léo Malet, paru en 1949 aux éditions S.E.P.E. Dans l'édition originale, ce texte est précédé par le roman Gros plan du macchabée. Il s’agit d'une enquête de la série ayant pour héros le détective Nestor Burma.

## Résumé
En 1944, pendant l'Occupation allemande de Paris, lors d'une soirée en compagnie de Nestor Burma et du journaliste Marc Covet, Hélène danse avec Lestivil, un copain de Covet mêlé aux activités du marché noir, mais refuse une danse à Herr Klauss, un officier allemand de la Propagandastaffel en civil.  Quatre jours plus tard, la secrétaire de Nestor Burma est arrêtée par la Gestapo. Burma se renseigne auprès du commissaire Faroux sur le sort d'Hélène et apprend que sa détention est liée à une accusation faite par lettre anonyme d'être un membre de la Résistance. Grâce à une intervention de Covet auprès de Gottlieb Klauss, Hélène est promptement libérée.
Une semaine plus tard, un client fait irruption dans les bureaux de l'agence Fiat Lux et s'écroule. Il s'agit de Pascal Azéma, premier clerc du notaire Darnoux, qui vient de succomber à un empoisonnement, mais qui a laissé, sur un journal du vestibule, une adresse griffonnée : 25, rue Lepic Mont. Nestor Burma se rend rue Lepic à Bagneux, en bordure de Montrouge, au sud de Paris, et découvre une villa abandonnée qui s'avère un traquenard tendu pour piéger sa secrétaire Hélène.

## Éditions
- S.E.P.E., Labyrinthe, 1949
- Librairie de la Butes-aux-Cailles, 1982
- Éditions Robert Laffont, collection Bouquins, 1986 ; réédition en 2006
- 10-18, Grands détectives no 1997, 1989

## Sources
- Jacques Baudou (dir.), Les Nombreuses Vies de Nestor Burma, Nantes, Les Moutons électriques, coll. « La Bibliothèque rouge no 18 », 2010, 333 p. (ISBN 978-2-36183-003-8, OCLC 670472170), p. 79.